# Елекційний сеймик
Елекційний сеймик (пол. Sejmik elekcyjny) — один з видів партикулярних (місцевих) зібрань шляхти, на якому обирали кандидатів на земські уряди.
Під час елекційних сеймиків обирали кандидатів на вакантні посади підкоморія, підсудка, судді і земського писаря.
Як правило, якщо сеймик такий не відбувався у воєнний час або ж його не було зірвано, вибори проходили швидко і на тому все закінчувалося. Однак, у випадку певних загроз присутні на елекційних сеймиках, закінчивши вибір шляхтичів на вакантні місця, одразу намагалися вирішити нагальні справи.